# Autostrada A6 (Szwajcaria)
Autostrada A6 – autostrada prowadząca przez Szwajcarię. Łączy Biel/Bienne przez Berno do Thun. Jest częścią europejskiej trasy E27.